# Теодор Димитров
Теодор Делчев Димитров (на френски: Théodore Deltchev Dimitrov) е български дипломат, благодетел и колекционер.

## Биография
Теодор Димитров е роден на 26 февруари 1932 година в София, Царство България. Завършва славянска и романска филология в Букурещкия университет (1955) и Библиографския институт в София през 1957 година. През 1958 година печели конкурс и започва работа в системата на ООН в Женева. В 1978 година завършва и Университетския институт за въсши международни изследвания в Женева, където през 1944 година защитава докторска дисертация. Пенсионира се като заместник-директор на библиотеката на световната организация след 34 години работа там.
Автор е на редица публикации по библиотекознание, документалистика, международни отношения и история. Съставител е на англоезичната книга „Жалбите на Македония, меморандуми, резолюции, бележки, писма и документи, отправени до Oбществото на народите 1919-1939“ (1979). През 1986 година издава „България и Обществото на народите“, а докторската му дисертация е на тема „България и Обществото на народите. Опитът на международната защита на националните малцинства 1920–1939 г.“. Автор е и на две книги за Д. Макгахан и е редактор на два сборника за българо-швейцарските връзки и отношения.
Създател е на неправителствената организация „Европейско огнище на културата“ в Женева и в Жекс, Франция. Завещава на България цялото си имущество – къща в Женева, замък от XIX век край Жекс и редица артефакти. Умира на 17 август 2002 година в Женева, Швейцария.